# Anairetes flavirostris
El cachudito piquiamarillo, (Anairetes flavirostris), también denominado cachudito pico amarillo (en Argentina, cachudito del norte (en Chile) o torito de pico amarillo (en Perú),  es una especie de ave paseriforme de la familia Tyrannidae perteneciente al género Anairetes. Es nativo del oeste y sur de América del Sur.

## Distribución y hábitat

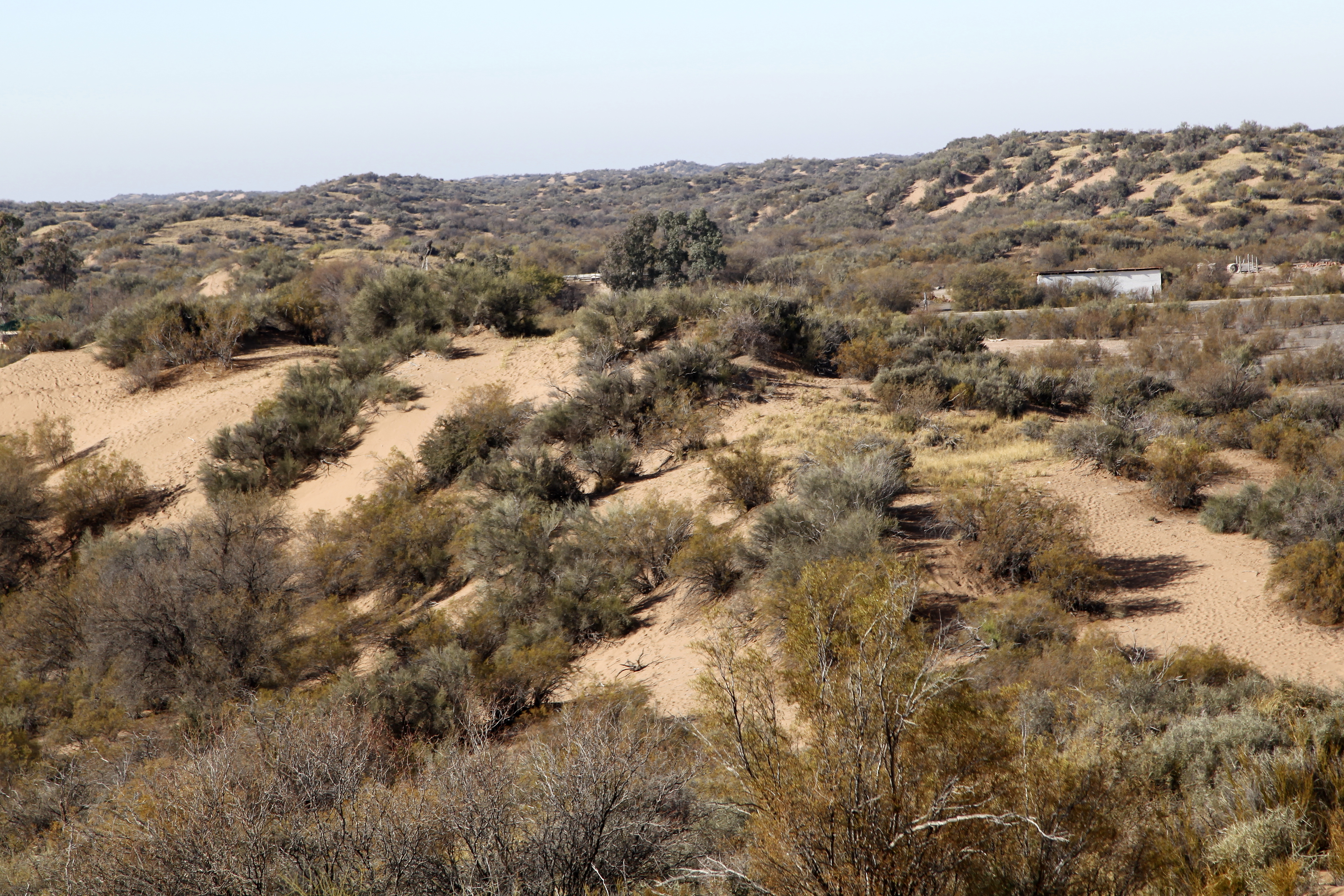
Matorrales áridos en la Reserva Natural Bosque Telteca; Mendoza, Argentina, ejemplo de hábitat de la especie.

Se distribuye desde el norte de Perú, a través del oeste de Bolivia, extremo norte de Chile, hasta el centro de la Patagonia argentina. En invierno la población austral migra al norte y este de Argentina, algunos hasta el nivel del mar.
Esta especie es considerada bastante común en sus hábitats naturales: los arbustales de terrenos abiertos o bordes de bosques bajos xerófilos, generalmente áridos o semiáridos, hasta los 4000 m de altitud.

## Sistemática

### Descripción original
La especie A. flavirostris fue descrita por primera vez por los zoólogo británicos Philip Lutley Sclater & Osbert Salvin en 1876 bajo el nombre científico Anaeretes flavirostris; su localidad tipo es: «Tilotilo, Yungas de La Paz, Bolivia».

### Etimología
El nombre genérico masculino «Anairetes» deriva del griego «αναιρετης anairetēs» que significa ‘destructor’ (p. ej. tirano); y el nombre de la especie «flavirostris» se compone de las palabras del latín «flavus»  que significa ‘amarillo’, y «rostris» que significa ‘de pico’.

### Taxonomía
Anteriormente fue colocado en un género Spizitornis porque se pensaba que Anairetes estaba pre-ocupado. Los análisis moleculares indican que la presente especie es hermana del par formado por Anairetes parulus y A. fernandezianus.

### Subespecies
Según las clasificaciones del Congreso Ornitológico Internacional (IOC) y Clements Checklist/eBird se reconocen cuatro subespecies que no se diferencian significativamente unas de otras, con su correspondiente distribución geográfica:
- Anairetes flavirostris huancabambae (Chapman, 1924) – Andes del norte de Perú (Piura y Cajamarca al sur hasta Áncash y Huánuco).
- Anairetes flavirostris arequipae (Chapman, 1926) – pendiente occidental de los Andes del suroeste de Perú (al sur desde Lima) hasta el noroeste de Chile (Arica, Tarapacá).
- Anairetes flavirostris cuzcoensis (Chapman, 1924) – sureste de Perú (Cuzco); las poblaciones de los valles inter-andinos al norte hasta Junín posiblemente correspondan a este taxón.
- Anairetes flavirostris flavirostris P.L. Sclater & Salvin, 1876 – altos Andes de Bolivia y oeste de Argentina (al sur hasta Mendoza y norte de Chubut); en la temporada no reproductiva hacia el este hasta Buenos Aires y Entre Ríos.